# Sandakšatru
Sandakšatru (akadsko 𒁹𒊓𒀭𒁖𒆳𒊒, Sandakšatru, novoasirsko 𒁹𒊓𒀭𒁖𒆳𒊒, Sandakšatru) ali Sandakuru je bil zadnji znani kralj Kimercev, ki je vladal v 7. stoletju pr. n. št. 

## Zgodovinsko ozadje
V 8. in 7. stoletju pr.  n. št. je obsežno gibanje nomadov iz evrazijskih step pripeljalo Skite v jugozahodno Azijo. Po Herodotu se je to gibanje začelo, ko so se Masageti ali Isedoni selili proti zahodu in prisilili Skite selitev na zahod čez reko Araks (Donava) v Kaspijsko stepo,  od koder so se razselili Kimerci.
Grško-rimska trditev, da so se Kimerci preko prelazov v Visokem Kavkazu preselili v zahodno Azijo pod pritiskom Skitov, ni dokazana in je časovno neskladna. Kimerci so v zahodni Aziji ostali dejavni večji del 7. stoletja pr. n. št.

## Vladanje
Okoli leta 680 pr. n. št. so se Kimerci razdelili v dve skupini. Večina se je preselila na zahod v Anatolijo, medtem ko je manjša skupina ostala na vzhodu, na območju blizu Manejskega kraljestva in se kasneje preselila v Medijo.
Sandakšatru je bil sin svojega predhodnika, kimerskega kralja Dugdamija, ki je z zahodno skupino Kimercev napadel in opustošil Frigijo in Lidijo, katere kralj Gig je med invazijo umrl.  Dugdami se je večkrat spopadel tudi z Novoasirskim cesarstvom, ki je bilo takrat velesila v zahodni Aziji. Dugdami je leta 640 pr. n. št. umrl zaradi bolezni. Nasledil ga je Sandakšatru kot kralj zahodne kimerske horde. Novi kralj je poskušal nadaljevati Dugdamijeve napade na Asirijo, vendar mu je spodletelo, tako kot njegovemu očetu.

### Napadi na Lidijo
Zahodni Kimerci so se skupaj s tračanskimi Treri, ki so v Anatolijo prišli preko Bosporja,  do poznega 7. stoletja pr. n. št. selili po Anatoliji. Leta 637 pr. n. št. so Sandakšatrovi Kimerci sodelovali v drugem napadu na Lidijo, ki so ga tokrat vodili Treri pod njihovim kraljem Kobosom in v zavezništvu z Likijci. Med to invazijo v sedmem letu vladavine Gigovega sina Ardisa so bili Lidijci znova poraženi in že drugič  izgubili svojo prestolnico Sarde, razen citadele. Ardis je bil v napadu morda ubit. V drugem napadu Kimercev  na Lidijo je bil morda ubit tudi Ardisov sin in naslednik Sadiat.

### Končni poraz Kimercev
Po Dugdamijevi smrti je moč Kimercev hitro upadla. Kmalu po njihovih napadih na Lidijo so z asirsko odobritvijo in v zavezništvu z Lidijci  v Anatolijo vdrli asirski zavezniki Skiti pod vodstvom svojega kralja Madija. Skiti so pregnali Trere  iz Anatolije  in premagali Kimerce, tako da niso več ogrožali Novoasirskega cesarstva. Skiti so po zmagah  razširili svojo oblast v osrednjo Anatolijo,  dokler jih niso v 600. letih pr. n. št. pregnali Medijci iz zahodne Azije. Kimerce so dokončno porazile Madijeve sile. 
Strabon prav zanj trdi, da je dokončno porazil Kimerce  in pregnal Trere iz Anatolije. Herodot iz Halikarnasa in Polijan v nasprotju z njim trdita, da je to opravil Gigov pravnuk Aliat II. Lidijski.

## Posledice
Kimerci so po dokončnem porazu verjetno ostali v Kapadokiji. Armensko ime Kapadokije, Gamirk, je morda izpeljano iz imena Kimercev. Skupina Kimercev je morda nekaj časa obstajala tudi v Troadi, dokler jih ni dokončno premagal Aliat II. Lidijski. Ostanke Kimercev so sčasoma asimilirali prebivalci Anatolije,  dokler niso povsem izginili iz zgodovine.